# Xenia Edberg Kledzik
Xenia Ida Edberg Kledzik (tidigare känd som Hildegard Kledzik), född 16 maj 1944 i Berlin, är en tysk-svensk konstnär, författare och fotograf.
Kledzik avlade förskollärarexamen och fritidspedagogexamen i Tyskland 1963, studerade vid Gerlesborgsskolan 1972–1973, vid Grafikskolan i Stockholm 1977–1978 och vid Kulturamas fotoskola 1983–1984. Hon var förskollärare 1968–1971, daghemsföreståndare 1973–1976, blev grafiklärare hos Medborgarskolan 1978 och lärare i akvarell, foto, teckning hos Kursverksamheten och TBV 1984. Hon har även varit verksam som frilansande fotograf och författare. Hon höll separatutställning i Stockholm 1985.